# Tropichelura insulae
Tropichelura insulae is een vlokreeftensoort uit de familie van de Cheluridae. De wetenschappelijke naam van de soort is voor het eerst geldig gepubliceerd in 1910 door Calman.